# História da música
- A coluna de Sícilo com o Epitáfio de Sícilo, datado do século II d.C. ou posterior
- Esculturas no Templo Jagdish, Udaipur dos músicos, um dos quais toca um instrumento semelhante ao Rudra veena
- Mountain Chief gravando em um fonógrafo para Frances Densmore, 1916
- Artistas no festival Samba de Roda, uma celebração de música e dança na Bahia, Brasil
- Um homem jogando o gênero fora da Embaixada da Indonésia, Canberra
- Um homem tocando o didgeridoo, um instrumento indígena da Austrália
- Joseph Haydn tocando em um quarteto de cordas, em uma pintura anterior a 1790

Embora as definições de música variem muito em todo o mundo, todas as culturas conhecidas participam dela, e a música é, portanto, considerada um universal cultural. As origens da música permanecem altamente controversas; comentaristas muitas vezes a relacionam com a origem da linguagem, com muita discordância em torno de se a música surgiu antes, depois ou simultaneamente com a linguagem. Muitas teorias foram propostas por estudiosos de uma ampla gama de disciplinas, embora nenhuma tenha alcançado ampla aprovação. A maioria das culturas tem seus próprios mitos fundadores relacionados à invenção da música, geralmente enraizados em suas respectivas crenças mitológicas, religiosas ou filosóficas.
A música das culturas pré-históricas é pela primeira vez firmemente datada de c. 40000 a.C. do Paleolítico Superior por evidências de flautas ósseas, embora ainda não esteja claro se as origens reais estão ou não no período Paleolítico Médio anterior (300000 a 50000 a.C.). Pouco se sabe sobre a música pré-histórica, com traços principalmente limitados a algumas flautas simples e instrumentos de percussão. No entanto, tais evidências indicam que a música existiu até certo ponto em sociedades pré-históricas, como a dinastia Xia e a civilização do Vale do Indo. Com o desenvolvimento da escrita, a música das civilizações letradas — música antiga — estava presente nas principais sociedades chinesas, egípcias, gregas, indianas, persas, mesopotâmicas e do Oriente Médio. É difícil fazer muitas generalizações sobre a música antiga como um todo, mas pelo que se sabe era muitas vezes caracterizada pela monofonia e improvisação. Nas formas de canções antigas, os textos estavam intimamente alinhados com a música e, embora a notação musical mais antiga sobrevivente desse período, muitos textos sobrevivem sem a música que os acompanha, como o Rigueveda e o Clássico da Poesia. O eventual surgimento da Rota da Seda e o contato crescente entre culturas levou à transmissão e troca de ideias, práticas e instrumentos musicais. Essa interação levou a música da dinastia Tang a ser fortemente influenciada pelas tradições da Ásia Central, enquanto a música da dinastia Tang, o gagaku japonês e a música da corte coreana se influenciaram.
Historicamente, as religiões têm sido frequentemente catalisadoras da música. Os Vedas do Hinduísmo influenciaram imensamente a música clássica indiana, enquanto os Cinco Clássicos do confucionismo lançaram as bases para a música chinesa subsequente. Após a rápida disseminação do Islã no século VI, a música islâmica dominou a Pérsia e o mundo árabe, e a Idade de Ouro Islâmica viu a presença de vários teóricos importantes da música. A música escrita para e pela Igreja Cristã primitiva inaugura adequadamente a tradição da música clássica ocidental, que continua na música medieval, onde a polifonia, a notação de pauta e as formas nascentes de muitos instrumentos modernos se desenvolveram. Além da religião ou da falta dela, a música de uma sociedade é influenciada por todos os outros aspectos de sua cultura, incluindo organização e experiência social e econômica, clima e acesso à tecnologia. Muitas culturas associaram a música a outras formas de arte, como as quatro artes chinesas e o quadrivium medieval. As emoções e ideias que a música expressa, as situações em que a música é tocada e ouvida e as atitudes em relação a músicos e compositores variam entre regiões e períodos. Muitas culturas têm ou continuam a distinguir entre música culta (ou 'música clássica'), música folclórica e música popular.

## Origens
"Mas que a música é uma linguagem por meio da qual as mensagens são elaboradas, que tais mensagens podem ser compreendidas por muitos, mas enviadas apenas por poucos, e que somente ela entre todas as linguagens une o caráter contraditório de ser ao mesmo tempo inteligível e intraduzível – esses fatos fazem do criador da música um ser como os deuses e fazem da própria música o mistério supremo do conhecimento humano."

Claude Lévi-Strauss, O Cru e o Cozido
A música é considerada um universal cultural, embora as definições dela variem muito ao redor do mundo e ao longo da história. Tal como acontece com muitos aspectos da cognição humana, permanece debatido até que ponto as origens da música serão compreendidas, com os estudiosos muitas vezes adotando posições polarizadoras. A origem da música é frequentemente discutida ao lado da origem da linguagem , com a natureza de sua conexão sendo objeto de muito debate. No entanto, antes de meados do final do século XX, ambos os tópicos raramente recebiam atenção substancial por parte dos acadêmicos. Desde o ressurgimento do tema, a principal fonte de discórdia se divide em três perspectivas: se a música começou como uma espécie de proto-linguagem (resultado da adaptação) que levou à linguagem; se a música é um spandrel (um subproduto fenotípico da evolução) isso foi resultado da linguagem; ou se a música e a linguagem derivassem de um antecedente comum.
Há pouco consenso sobre qualquer teoria específica para a origem da música, que inclui contribuições de arqueólogos, cientistas cognitivos, etnomusicólogos, biólogos evolucionistas, linguistas, neurocientistas, paleoantropólogos, filósofos e psicólogos (desenvolvimentistas e sociais). Algumas das teorias mais proeminentes são as seguintes:
- A música surgiu como uma forma elaborada de seleção sexual, talvez surgindo em chamadas de acasalamento.[24] Esta teoria, talvez a primeira significativa sobre as origens da música,[25] é geralmente creditada a Charles Darwin.[26] Ele apareceu pela primeira vez no livro A Descendência do Homem e Seleção em Relação ao Sexo, de 1871,[9][27] e desde então tem sido criticado porque não há evidências de que qualquer sexo humano seja "mais musical", portanto, nenhuma evidência de dimorfismo sexual; atualmente não há outros exemplos de seleção sexual que não incluam dimorfismo sexual considerável.[28] Comentaristas recentes, citando o uso da música nos sistemas de acasalamento de outros animais, mesmo assim propagaram e desenvolveram a teoria de Darwin; tais estudiosos incluem Peter J.B. Slater, Katy Payne, Björn Merker, Geoffrey Miller e Peter Todd.[29]
- A música surgiu ao lado da linguagem, ambas supostamente descendentes de um "precursor compartilhado".[30][31][29] O biólogo Herbert Spencer foi um importante proponente inicial dessa teoria, assim como o compositor Richard Wagner,[26] que denominou o ancestral compartilhado da música e da linguagem como "música de fala".[12] Desde o século XXI, vários estudiosos têm apoiado esta teoria, particularmente o arqueólogo Steven Mithen.[26]
- A música surgiu para atender a uma necessidade prática. As proposições incluem:
  - Para auxiliar na organização do trabalho coeso, proposto pela primeira vez pelo economista Karl Bücher.[26]
  - Para melhorar a facilidade e o alcance da comunicação de longa distância, proposto pela primeira vez pelo musicólogo Carl Stumpf.[26]
  - Para melhorar a comunicação com o divino ou sobrenatural, proposto pela primeira vez pelo antropólogo Siegfried Nadel.[26][32]
  - Auxiliar na "coordenação, coesão e cooperação", particularmente no contexto das famílias ou comunidades.[26][29]
  - Para ser um meio de assustar predadores ou inimigos de algum tipo.[26]
- A música teve duas origens, "da fala (logogênica) e da expressão emocional (patogênica)", proposta inicialmente pelo musicólogo Curt Sachs. Refletindo sobre a diversidade da música ao redor do mundo, Sachs observou que algumas músicas se limitam a uma forma comunicativa ou expressionista, sugerindo que esses aspectos se desenvolveram separadamente.[26]

Muitas culturas têm suas próprias origens míticas na criação da música. Figuras específicas às vezes são creditadas com a invenção da música, como Jubal na mitologia cristã, o lendário Xá Jã na mitologia persa/iraniana, a deusa Sarasvati no hinduísmo, e as musas na mitologia grega antiga. Algumas culturas creditam múltiplos criadores de música; mitologia egípcia antigao associa a inúmeras divindades, incluindo Ámon, Hator, Ísis e Osíris, mas especialmente Ihi. Existem muitas histórias relacionadas às origens da música na mitologia chinesa, mas a mais proeminente é a do músico Ling Lun, que – por ordem do imperador amarelo (Huangdi) —inventou a flauta de bambu imitando o canto dos míticos pássaros fenghuang.

## A História da música e a tecnologia
História da Música é estudo das origens e evolução da música ao longo do tempo. Como disciplina histórica insere-se na história da arte e no estudo da evolução cultural dos povos. Como disciplina musical, normalmente é uma divisão da musicologia e da teoria musical. Seu estudo, como qualquer área da história, é trabalho dos historiadores, porém também é frequentemente realizado pelos musicólogos.
Em 1957 Marius Schneider escreveu:
“Até há poucas décadas o termo ‘história da música’ significava meramente história da música erudita europeia. Foi apenas gradualmente que o escopo da música foi estendido para incluir a fundação indispensável da música não europeia e finalmente da música pré-histórica.”
Há, portanto, tantas histórias da música quanto há culturas e espaços no mundo e todas as suas vertentes têm desdobramentos e subdivisões. Podemos assim falar da história da música do ocidente, mas também podemos desdobrá-la na história da música erudita do ocidente, história da música popular do ocidente, história da música brasileira, história do samba, e assim sucessivamente.
Uma das razões do conceito difundido de que história da música refere-se apenas à música ocidental é a grande quantidade de obras existentes que tratam apenas desta vertente e que predominaram por muitos séculos. Apenas após o surgimento da etnomusicologia (uma área da etnologia), foi que as origens da música não-europeia passaram a ser mais bem documentadas.
Nos estudos da música primitiva que tentam relacionar a música às culturas que as envolvem, há duas abordagens prevalecentes: a Kulturkreis da “Escola de Berlim” e a tradição norte americana da área cultural. Entre os adeptos da Kulturkreis está Curt Sachs, que analisou a distribuição de instrumentos culturais de acordo com os círculos culturais estudados por Gräbner, Schmidt, Isadora e Preuss, entre outros, e descobriu que as distribuições coincidiam e estavam correlacionadas. De acordo com esta teoria, todas as culturas passam pelos mesmos estágios e as diferenças culturais indicam a idade e velocidade de desenvolvimento de uma dada cultura.
A teoria da área cultural, por outro lado, analisa a música de acordo com as regiões nas quais as pessoas compartilham a mesma cultura, sem atribuir a essas áreas um significado ou valor histórico (por exemplo, todos os Inuítes tradicionais possuíam um caiaque, um traço comum que define a área cultural Inuíte). Em cada uma das teorias, as regiões definidas necessariamente se interceptam, com pessoas que compartilham partes de mais de uma cultura, permitindo a definição dos centros culturais pela análise de seus limites. (Nettl 1956, p.93-94)
A etnologia analisa e documenta as manifestações culturais oralmente e as correlacionam às suas regiões para determinar a história de cada cultura. Isso inclui todas as manifestações artísticas, inclusive a música.
A música, no que concerne ao repertório, pode ser classificada em gêneros e estilos, a partir máxime dos elementos musicológicos específicos considerados (a saber, por exemplo: instrumentação e tessitura vocal; forma e estrutura; fórmula de compasso; ritmo; andamento; harmonia e contraponto; etc.), isso quando não se consideram, mais além, a forma ou o conteúdo do texto aplicado (letra ou libretto, no caso específico da música vocal), a funcionalidade (eis, por exemplo, o caso tanto das trilhas sonoras para produções cinematográficas ou televisivas quanto dos jingles e vinhetas publicitárias para veículos de radiodifusão) ou mesmo a data histórica em que a peça musical foi escrita (concernente à escola musical).

## A música na pré história

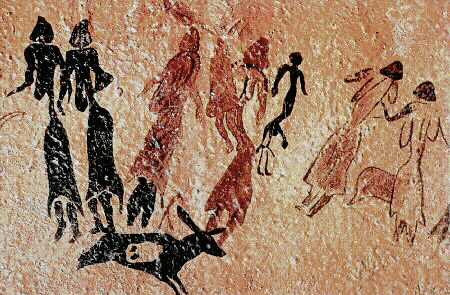
Dança de Cogul. Imagem encontrada em Cogul, Espanha. Mostra a dança das mulheres em torno de um homem nu

As primeiras imitações sonoras do homem da pré-história foram unicamente através do som dos movimentos corporais acompanhados de sons vocais, eles pretendiam completar a possessão do animal na sua essência, a sua alma.
Somente através do estudo de sítios arqueológicos podemos ter uma ideia do desenvolvimento da música nos primeiros grupos humanos. A arte rupestre encontrada em cavernas dá uma vaga ideia desse desenvolvimento ao apresentar figuras que parecem cantar, dançar ou tocar instrumentos. Fragmentos do que parecem ser instrumentos musicais oferecem novas pistas para completar esse cenário. No entanto, toda a cronologia do desenvolvimento musical não pode ser definida com precisão. É impossível, por exemplo, precisar se a música vocal surgiu antes ou depois das batidas com bastões ou percussões corporais. Mas podemos especular, a partir dos desenvolvimentos cognitivos ou da habilidade de manipular materiais, sobre algumas das possíveis evoluções na música.
Na sua "História Universal da música", Roland de Candé nos propõe a seguinte sequência aproximada de eventos:
1. Antropóides do terciário - Batidas com bastões, percussão corporal e objetos entrechocados.
2. hominídeos do paleolítico inferior - Gritos e imitação de sons da natureza.
3. Paleolítico Médio  - Desenvolvimento do controle da altura, intensidade e timbre da voz à medida que as demais funções cognitivas se desenvolviam, culminando com o surgimento do Homo sapiens por volta de há 70 000 a 50 000 anos.
4. Há cerca de 40 000 anos - Criação dos primeiros instrumentos musicais para imitar os sons naturais. Desenvolvimento da linguagem falada e do canto.
5. Há entre 40 000 anos e aproximadamente 9000 a.C. - Criação de instrumentos mais controláveis, feitos de pedra, madeira e ossos: xilofones, litofones, tambores e flautas. Um dos primeiros testemunhos da arte musical foi encontrado na gruta de Trois Frères, em Ariège, França. Ela mostra um tocador de flauta ou arco musical. A pintura foi datada como tendo sido produzida em cerca de 5.000 a.C.
6. Neolítico (a partir de cerca de 9000 a.C) - Criação de membranofones e cordofones, após o desenvolvimento de ferramentas. Primeiros instrumentos afináveis.
7. Cerca de 5000 a.C - Desenvolvimento da metalurgia. Criação de instrumentos de cobre e bronze permitem a execução mais sofisticada. O estabelecimento de aldeias e o desenvolvimento de técnicas agrícolas mais produtivas e de uma economia baseada na divisão do trabalho permitem que uma parcela da população possa se desligar da atividade de produzir alimentos. Isso leva ao surgimento das primeiras civilizações musicais com sistemas próprios (escalas e harmonia).

### Antiguidade

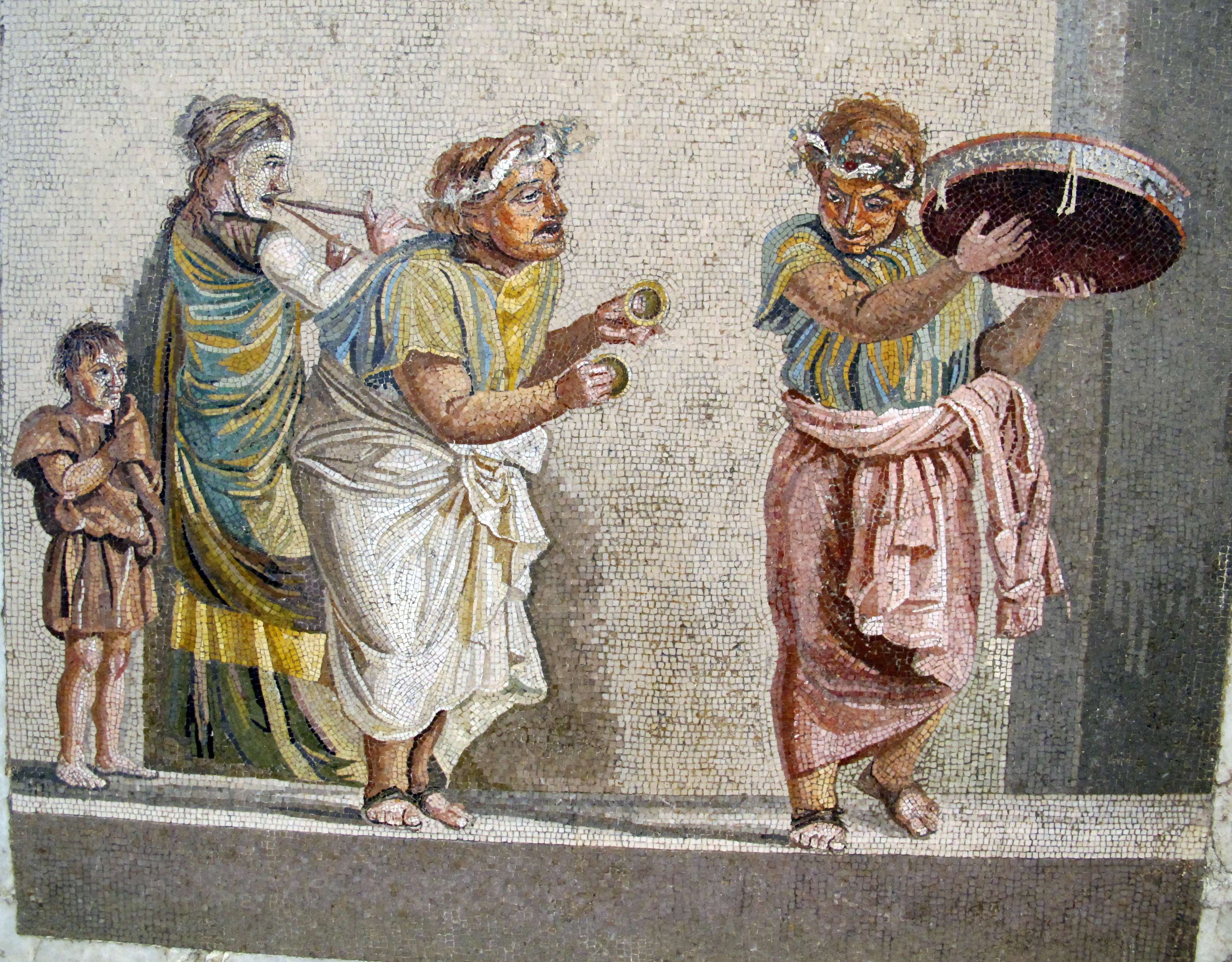
Trio de músicos tocando aulos, címbalo e tímpano (mosaico de Pompeia)

Muitos historiadores apontam a música na antiguidade impregnada de sentido ritualístico e como instrumento mais utilizado a voz humana, pois por meio dela se dava a comunicação e nessa época o sentido da música era esse, comunicar-se com os deuses e com o povo. Observamos que, na Grécia Antiga, a música funcionava como uma forma de estarem mais próximos das divindades, um caminho para a perfeição – o termo "música", inclusive, teria origem nas Musas, divindades que inspiravam as ciências e as artes (ver: Música da Grécia Antiga). Nessa época, a música era incorporada à dança e ao teatro, formando uma totalidade, e ao som da lira eram recitados poemas. As tragédias gregas encenadas eram inteiramente cantadas acompanhadas da lira, da cítara e de instrumentos de sopro denominados aulos. Um destaque importante na antiguidade foi Pitágoras, um grande filósofo grego que descobriu as notas e os intervalos musicais.
Já na Antiga Roma (ver: Música da Roma Antiga) a música foi influenciada pela música grega, pelos etruscos e pela música ocidental. Os romanos utilizavam a música na guerra para sinalizar ações dos soldados e tropas e também para cantar hinos as vitórias conquistadas, também possuía um papel fundamental na religião e em rituais sagrados, assim como no Antigo Egito, onde os egípcios acreditavam na "origem divina" da música, que estava relacionada a culto aos deuses. Geralmente os instrumentos eram tocados por mulheres (chamadas sacerdotisas). Os chineses, além de usarem a música em eventos religiosos e civis tiveram uma percepção mais apurada da música e de como esse refletia sobre o povo chegando a usar a música como "identidade" ou forma de "personalizar" momentos históricos e seus imperadores.

Da idade antiga em diante, os estilos musicais expandem-se tanto, que torna-se impossível definir a música universal apenas observando-se uma localidade (como a Europa), sendo necessária, portanto, uma subdivisão no estudo da história da música por continentes e nações.

## Século XX

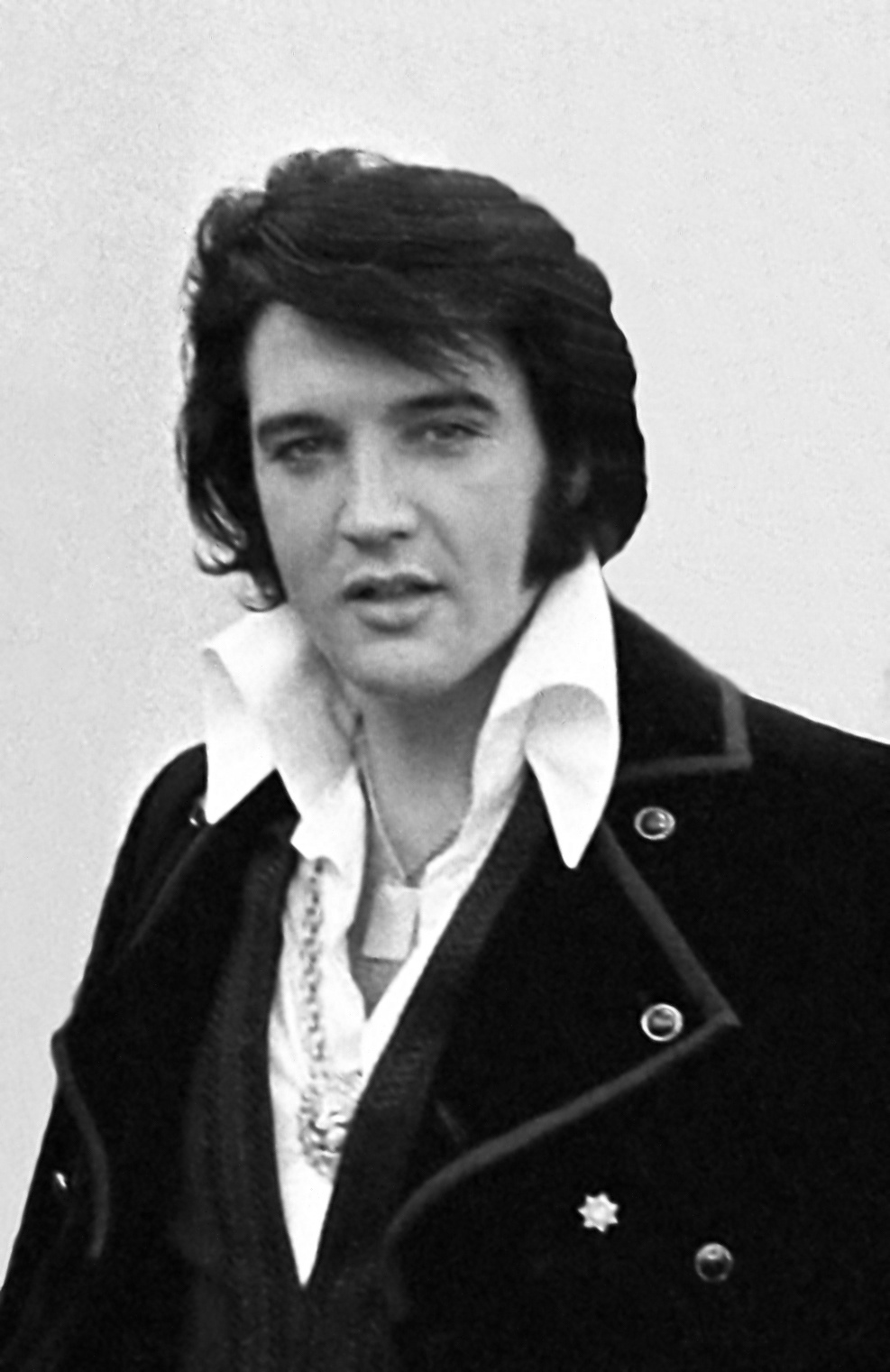
O Rei do Rock, Elvis Presley, em 1970.

No século XX houve ganho de popularidade do rádio pelo mundo, e novas mídias e tecnologias foram desenvolvidas para gravar, capturar, reproduzir e distribuir música. Com a gravação e distribuição, tornou-se possível aos artistas da música ganhar rapidamente fama nacional e até internacional. As apresentações tornaram-se cada vez mais visuais com a transmissão e gravação de vídeos musicais e concertos. Música de todo gênero tornou-se cada vez mais portátil.

A música do século XX trouxe nova liberdade e maior experimentação com novos gêneros musicais e formas que desafiaram os dogmas de períodos anteriores. A invenção e disseminação dos instrumentos musicais eletrônicos e do sintetizador em meados do século revolucionaram a música popular e aceleraram o desenvolvimento de novas formas de música. Os sons de diferentes continentes começaram a se exibir, enriquecendo ainda mais a cultura da música. De acordo com a Guiness World Records, o maior artista desse período, foi o cantor e dançarino estadunidense Michael Jackson que é atualmente o artista mais premiado da história.